# Songs for the Siren
Songs for the Siren è un album del 2006 di David Knopfler.

## Artista
- David Knopfler - Voce, chitarra, pianoforte

## Musicisti
- Tony Carey - pianoforte, hammond, basso, chitarra
- Geoff Dugmore - basso aggiuntivo, percussioni
- Harry Bogdanovs - chitarra aggiuntiva
- Johnny Moeller - sassofono

## Tracce
1. Street Wheels – 3:46
2. Fire Down Below – 4:36
3. Sophie's Song – 5:44
4. Somebody Kind – 4:38
5. Washing Horses in Eden – 2:42
6. Razor Moon – 4:38
7. Accidents don't just happen – 4:39
8. One Thing leads to Another – 3:50
9. Drowning Pool – 3:50
10. The Love of your Life – 3:48
11. Smile and say Okay – 4:28